# Les Botteleurs de foin
Les Botteleurs de foin est un tableau réalisé par le peintre français Jean-François Millet durant le deuxième quart du XIXe siècle. Cette huile sur toile de format horizontal est une scène de genre qui représente des paysans pendant une fenaison. Elle est exposée en 1850 au Salon de peinture et de sculpture, à Paris. Legs de Georges Thomy Thiéry en 1902, elle est conservée au musée du Louvre.